# Ervin Skela
Ervin Skela (17 de noviembre de 1976, Vlorë) fue un futbolista albanés que se retiró  en el equipo FC Hanau 93 en el 2019. Gran parte de su carrera la desarrolló en el fútbol alemán.

## Selección nacional
Fue internacional con la selección de fútbol de Albania, jugó 75 partidos internacionales anotando 13 goles.

## Clubes
| Club                 | País     | Año       |
| -------------------- | -------- | --------- |
| Flamurtari Vlorë     | Albania  | 1992-1993 |
| SK Tirana            | Albania  | 1993      |
| Flamurtari Vlorë     | Albania  | 1993-1995 |
| Unión Berlín         | Alemania | 1995-1997 |
| Erzgebirge Aue       | Alemania | 1998-1999 |
| Chemnitzer FC        | Alemania | 1999-2000 |
| Waldhof Mannheim     | Alemania | 2001      |
| Eintracht Frankfurt  | Alemania | 2001-2004 |
| Arminia Bielefeld    | Alemania | 2004-2005 |
| 1. FC Kaiserslautern | Alemania | 2005-2006 |
| Ascoli Calcio        | Italia   | 2006      |
| Energie Cottbus      | Alemania | 2007-2009 |
| TuS Koblenz          | Alemania | 2009-2010 |
| TSV Germania Windeck | Alemania | 2011      |
| Arka Gdynia          | Polonia  | 2011      |
| FC Hanau 93          | Alemania | 2019      |